# 南山水库
南山水库位于中国浙江省（绍兴市）嵊州市长乐镇、贵门乡，是以灌溉为主，兼有防洪、发电、养殖等功能的大（二）型水库。
1958年6月15日正式动工，1960年9月开始蓄水。1965年10月～1967年4月兴建电站。1968年3月续建，1982年春全部竣工。1999年对电站增容改造。